# Bertula hadenalis
Bertula hadenalis là một loài bướm đêm trong họ Erebidae.